# 贪食棘胎鳚
貪食棘胎鳚（學名：Acanthemblemaria harpeza），為輻鰭魚綱鳚形目煙管鳚科棘胎鳚屬的一種，分布於中西大西洋納弗沙島海域，深部0至9公尺，本魚體延長、頭短鈍，鼻子上長有發育良好、向前的尖刺，並向後延伸至眼睛後面的三角形斑塊，眼上方有1對廣泛分支的觸鬚，每條觸鬚有多達30個尖端，鼻孔有大量的觸鬚，口腔頂部側面有多排發育良好的牙齒，頭部和身體背景有大片黃色和藍色斑點，頭部和大部分身體有藍白色的小斑點，頭下部呈深紫色，下頜尖端至骨盆下方有一條白色條紋，帶有紅色環的虹膜，背鰭前緣有2個紅色斑點，鰭前無暗斑，鰭外緣有一白色橫斑，內側有黃色橫斑，體長可達2.4公分，棲息在水淺域，生活習性不明。